# Iamsound
Iamsound Records est un label indépendant américain, basé à Los Angeles, en Californie.

## Histoire
Le label est fondé en 2006, partie intégrante de Worlds End, USA, (l'une des plus grandes sociétés américaines de recherche de producteurs). Roberton continue de diriger le label, avec Paul Tao.
Même si le label se dévoue principalement à promouvoir la scène musicale indépendante, avec des groupes de Los Angeles (comme Lord Huron, Io Echo et Fool's Gold), il signe également des groupes et artistes anglais comme Florence and the Machine, Little Boots et Charli XCX.
En 2010, le label publie une série de singles vinyles et numériques intitulée L.A. Collection.
En 2012, Iamsound s'associe avec le musée d'art contemporain de Los Angeles pour des concerts et galeries.